# Angelo Scapin
Angelo Scapin (Trieste, 26 dicembre 1914 – Modena, 31 dicembre 1999) è stato un calciatore italiano, di ruolo terzino destro.

## Carriera
Giocò in Serie A nella Triestina, e in seguito nella Ponziana.